# La Clairon
La Clairon, vagy Mademoiselle Clairon, valódi nevén Claire Josèphe Hippolyte Leris (Condé-sur-l’Escaut, 1723. január 25. – Párizs, 1803. január 29.) francia színésznő. Elsősorban arról ismert, hogy új játékstílust alakított ki, amelyben érzelmileg összekapcsolta a színészt az általa játszott alakkal, ahelyett hogy ragaszkodott volna a szereplők korábbi merev, hagyományos ábrázolásához.

## Pályafutása
1736-ban, 12 évesen lépett először színpadra a Comédie Italienne előadásán, ahol egy kis szerepet játszott Pierre de Marivaux L'Île des esclaves című darabjában. Több vidéken töltött év után tért vissza Párizsba. Nehezen sikerült meghívást szereznie a Comédie-Française-hez, de amikor végre sikerült, a Phaedra címszerepét választotta, és valódi győzelmet aratott. Az ennél a színháznál eltöltött huszonkét év során, ahol a dicsőséget meg kellett osztania riválisával, Marie Dumesnillel, számos klasszikus tragédiai alakot játszott Voltaire, Jean-François Marmontel, Bernard-Joseph Saurin, de Belloy és más szerzők darabjaiban.
1766-ban visszavonult, és színészeket tanított. Károly Sándor anspachi őrgróf szeretője volt, akivel tizenhét évet töltött, majd a forradalom alatt és után Párizsban élt.

## Emlékiratai
Mémoires d'Hippolyte Clairon című, emlékiratai (1798) számos saját gondolatot tartalmaznak a játékstílusokról és egyéb színházi dolgokról, például sminkelésről és jelmezekről. Emlékirataiban kifejtette véleményét egy új játékstílusról, amelyben a színész saját érzelmeit és tapasztalatait használja fel annak érdekében, hogy tartós hatást gyakoroljon a nézőkre. Különösen ellenezte azt a gyakorlatot, hogy a színész pontosan ugyanúgy játssza el a szerepeket, mint elődei, mivel úgy vélte, hogy ez merev, érdektelen mintákhoz vezetne, amely ismerős lenne a nézők számára. Emlékiratai betekintést nyújtanak Mademoiselle Clairon színpadon kívüli társadalmi életébe is.

## Emlékezete

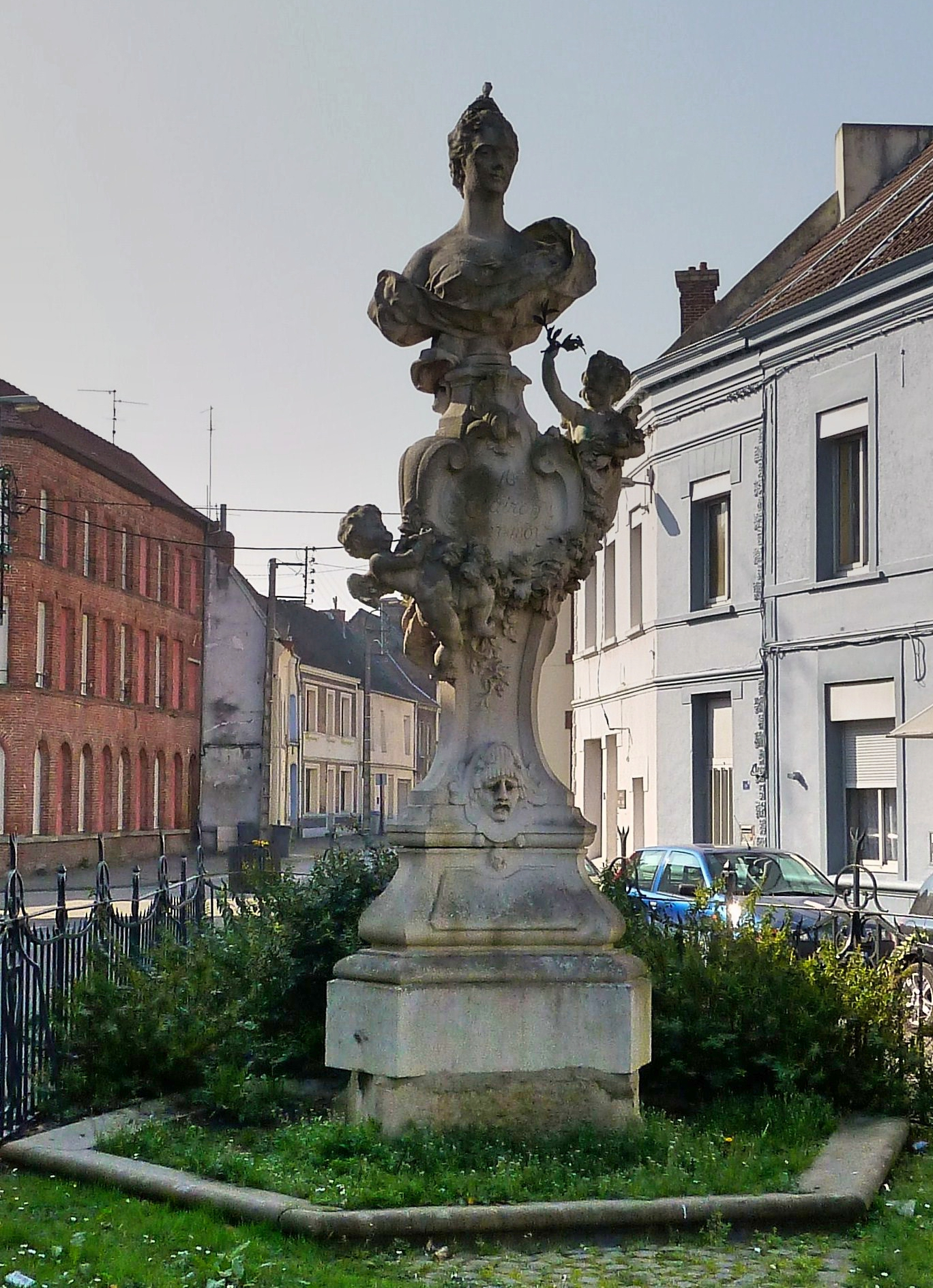
Emlékműve Condé sur l'Escaut-ban

Luise Mühlbach Négy nap egy színésznő életéből: Mademoiselle Clairon című regényében örökítette meg alakját. Szerepel George Sand Rudolsdtadt grófné valamint Dániel Anna Toll és trónus című műveiben. Ő a főhőse Gáspár Margit Az állam én vagyok című vígjátékának.
1898-ban Condé-sur-l’Escaut-ban emlékművet állítottak fel tiszteletére.

## Fordítás
- Ez a szócikk részben vagy egészben  a   La Clairon című angol Wikipédia-szócikk ezen változatának fordításán alapul.  Az eredeti cikk szerkesztőit annak laptörténete sorolja fel. Ez a jelzés csupán a megfogalmazás eredetét és a szerzői jogokat jelzi, nem szolgál a cikkben szereplő információk forrásmegjelöléseként.